# Цанг, Дональд
Дональд Цанг Ямкхюнь (иер. 曾蔭權, кант.-рус. Чан Ямкхюнь, кит.-рус. Цзэн Иньцюань; англ. Donald Tsang Yam-Kuen; родился 7 октября 1944 года) — глава администрации Гонконга с 2005 до 2012 года. Достопочтенный сэр, кавалер Большой медали Баугинии (высшей награды Гонконга), рыцарь-командор Ордена Британской империи, мировой судья.
Дональд Цанг находится на государственной службе в администрации Гонконга с 1967 года. Он работал на разных должностях в финансовых и торговых ведомствах. В 1995 году он был назначен министром финансов Гонконга, став таким образом первым этническим китайцем, занявшим этот пост в британской колониальной администрации Гонконга. Он продолжил занимать эту должность после передачи суверенитета над Гонконгом Китайской Народной Республике. Дональд Цанг был назначен Главным секретарём Администрации после ухода с этого поста Энсон Чан (юэ иер. 陳方安生, транскр. Чань-Фон Оньсан). Дональд Цанг известен своим ярким стилем поведения. Он удостоился похвалы за успехи в экономической политике как на посту Главного министра Администрации в середине 2000-х, так и в должности министра финансов в конце 1990-х, но в то же время от него требовали проведения более решительных демократических реформ.
25 марта 2007 года Дональд Цанг на первых состязательных выборах главы администрации победил своего единственного соперника, кандидата от демократической оппозиции Алана Лёна (юэ иер. 梁家傑, транскр. Лён Какит), набрав 649 голосов из 795. Это был второй и последний срок Дональда Цанга в должности Главного министра Администрации. 1 июля 2012 года новым Главным министром Гонконга стал Лян Чжэньин.
В последние месяцы своего срока Цанг был втянут в различные обвинения в коррупции. Впоследствии он был обвинен Независимой комиссией по борьбе с коррупцией и был признан виновным по одному пункту обвинения в неправомерном поведении на государственной должности в феврале 2017 года и был приговорен к 20 месяцам тюремного заключения, став самым высокопоставленным должностным лицом в истории Гонконга, осужденным и заключенным в тюрьму. Позднее его имя было очищено, когда Апелляционный суд последней инстанции единогласно отменил его обвинительный приговор и приговор в июне 2019 года на том основании, что судья неправильно направил присяжных.
Дональд Цанг выпускник Гарвардского университета, убеждённый католик, женат, имеет двух сыновей.